# Ангелы Лики
Ангелы Ли́ки (англ. Leakey’s Angels), или Трима́ты (The Trimates) — группа из трёх исследовательниц, Джейн Гудолл, Дайан Фосси и Бируте Галдикас, выбранных антропологом Луисом Лики для изучения гоминидов в их естественной среде обитания. Они наблюдали за шимпанзе, гориллами и орангутанами соответственно.
По словам Гудолл и Галдикас, Лики намеренно выбирал для этой работы женщин, будучи убеждённым в том, что они более наблюдательны и терпеливы, чем мужчины, а также не так сильно будут возбуждать агрессивные наклонности у высших приматов. Гудолл отмечает и то, что, выбирая её на роль исследователя, Лики осознанно сделал выбор в пользу кого-то, кто не имел биологического образования. По её словам, он хотел отправить на полевые работы человека без предубеждений в этой области, поскольку в начале 1960-х европейские биологи были очень консервативны и полагали, что люди — единственные животные, обладающие индивидуальностью, разумом и чувствами.
Интерес Луиса Лики к этологии гоминидов был вызван его попытками воссоздать условия, в которых жили приматы рода Проконсул на острове Русинга. Он заметил сходство между этими условиями и средой обитания шимпанзе и горилл и с 1946 году пытался найти наблюдателей для исследования этих приматов. В 1956-м он отправил свою секретаршу Розали Осборн на гору Мухавура в Уганде для того, чтобы «помочь гориллам привыкнуть к людям», но спустя четыре месяца она вернулась в Англию. Лики стал рассматривать возможность самостоятельного выполнения исследований, но вскоре с ним связялась полная энтузиазма Джейн Гудолл.
Для финансирования исследований Гудолл в национальном парен Гомбе-Стрим Лики в 1958 году основал Центр приматов в Тигони. С помощью пожертвований из различных источников, включая Национальное географическое общество и Фонд Вилки (Wilkie Foundation), Центру удалось обеспечить спонсирование всех трёх исследовательниц из состава «Триматов». После обретения Кенией независимости Центр стал Национальным центром исследования приматов, впоследсвтии став Институтом исследования приматов в составе Национального музея Кении.
На момент смерти Лики в 1972 году Джейн Гудолл и Дайан Фосси значительно продвинулись в своих долгосрочных полевых исследованиях в Африке, в то время как Бируте Галдикам лишь начинала работу в Индонезии. Четвёртая исследовательница, Тони Джекман, была выбрана для исследования бонобо в Африке, но необходимые финансирование и разрешения не были обеспечены ей до смерти Лики.

## Название
Название «The Trimates», придуманное самим Лики, представляет собой каламбур: оно объединяет слова «three» (три), «mates» (помощницы) и «primates» (приматы). Второе название — «Ангелы Лики» — возникло позже и, предположительно, является отсылкой на название популярного в 1970-х годах телесериала «Ангелы Чарли».

## Джейн Гудолл
Джейн Гудолл начала свои первые полевые исследования поведения шимпанзе в Национальном парке Гомбе-Стрим в Танзании. Гудолл с детства испытавала интерес к животным и Африке, поэтому, получив от одноклассницы приглашение приехать в Кению, воспользовалась данной возможностью: бросила престижную работу в лондонской кинокомпании, переехала в Борнмут и три месяца работала официанткой, чтобы накопить деньги на поездку. В 1957 году Гудолл поселилась на ферме у друзей в Кении и устроилась на должность секретаря. По совету друга, Гудолл позвонила Лики исключительно с намерением назначить встречу для того, чтобы поговорить о животных, и тот пригласил её к себе, в Кориндонский музей в Найроби, где предложил ей место секретаря. Посоветовавшись со своей женой, британским палеоантропологом Мэри Лики, Луис предложил Гудолл принять участие в раскопках в Олдувайском ущелье, где и предложил ей наблюдать за шимпанзе в джунглях.
В 1958 Лики отправил Гудолл в Англию изучать поведение приматов с Османом Хиллом и анатомию приматов с Джоном Нейпиром. За это время было необходимо найти спонсоров, и Лики это удалось: грант предоставило Национальное географическое общество. В 1960 году Гудолл отправилась в Гомбе-Стрим в сопровождении своей матери, чьё присутствие было обязательным условием властей.

## Дайан Фосси
В 1967 году Дайан Фосси начала своё продолжительное изучение горных горилл в горах Вирунга в Руанде. До этого она вела в некотором роде затворнический образ жизни, работая трудотерапевтом в детьми-инвалидами в Калифорнии. Ранее она интересовалась ветеринарией. В 1963 году после двух лет экономии и взятия займа она исполнила свою давнюю мечту и поехала на сафари в Африку. Путешествуя по ущелью Олдувай, она привлекла внимание Лики, сломав лодыжку, после чего её вырвало на окаменелости жирафа.
Фосси вернулась в Калифорнию, чтобы выплатить долг. В 1966 году Лики случайно оказался в Луисвилле, где читал лекции. Фосси присутствовала на лекции, поговорила с Лики и, к её удивлению, он помнил её и попросил остаться после лекции. На следующий день, после часового собеседования в гостинице, где остановился Лики, он нанял Фосси для наблюдения за гориллами, продолжая с того места, на котором остановился Джордж Шаллер. 6 января 1967 года она приехала в горы Вирунга с небольной группой людей и отправилась пешком в горы, где разбила лагерь. Фосси начала преуспевать в наблюдениях почти с самого начала. По-видимому, она прониклась симпатией к гориллам и продолжала изучать их и защищать от местных браконьеров вплость до того, как была убита в 1985 году.

## Бируте Галдикас
В то время как Гудолл и Фосси уже успешно продвигались в своих исследованиях в Африке, в марте 1969 года Бируте Галдикас посетила лекцию Лики в Калифорнийском университете в Лос-Анджелесе, где была студенткой. У неё уже сформировалось намерение изучать орангутанов, и она осталась после лекции, чтобы попросить у Лики содействия. В перерывах между его разговорами с другими поклонниками ей удалось убедить его поддержать её исследования орангутанов. Лики действительно требовался наблюдатель за орангутанами, и он просил Гудолл стать таковым много лет назад, но та отказалась, так как была погружена в исследования шимпанзе.
На следующий день Лики провёл собеседование с Галдикас и принял её на должность исследователя орангутанов. В течение следующих месяцев Лики организовал экспедицию, получив необходимые разрешения. В 1971 году Галдикас начала полевые исследования орангутанов в джунглях Калимантана.